# Порноиндустрия
По́рноиндустри́я — отрасль мировой экономики, основанная на создании и продаже товаров порнографического содержания. Спектр товаров включает фильмы, журналы, интернет-контент, изделия для секс-шопов и другое.

## История явления
Порнографические изображения создавались ещё во времена Древнего Рима и сопровождали человечество (исключая Средние века) на всём протяжении его истории. 

Долгое время порнографическим считался «Декамерон» Боккаччо. Порнографические гравюры, книги создавались уже в XVI веке (см. Позы Аретино). «Срамные» картинки демонстрировались на ярмарках, порнографические дагеротипы и фотографии начинали выпускаться едва ли не первыми по освоении технических новшеств того времени. Но всё это было делом хлопотным, полуподпольным, осуждаемым церковью и зачастую уголовно наказуемым.

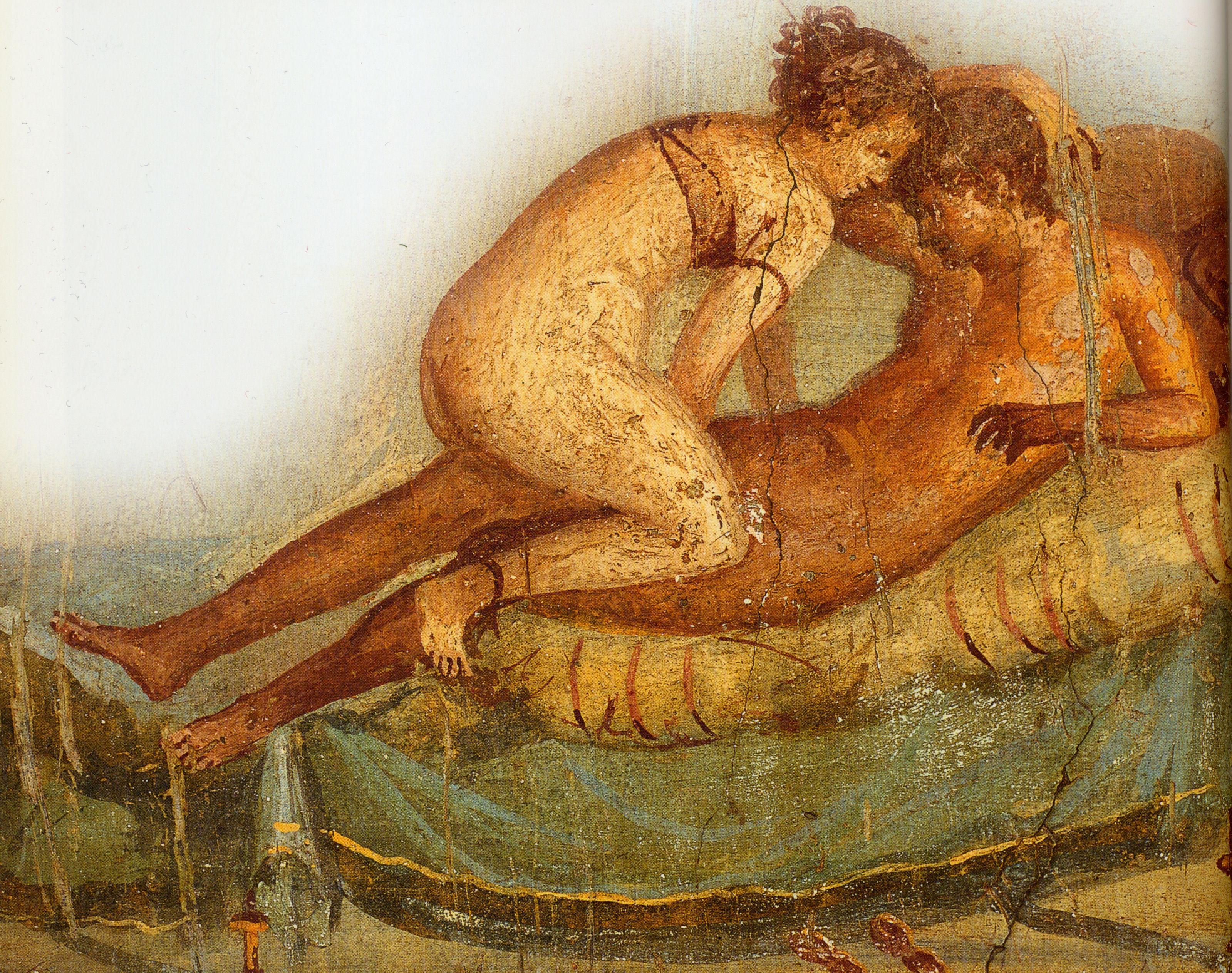
Фреска из Помпей, первый век н. э.
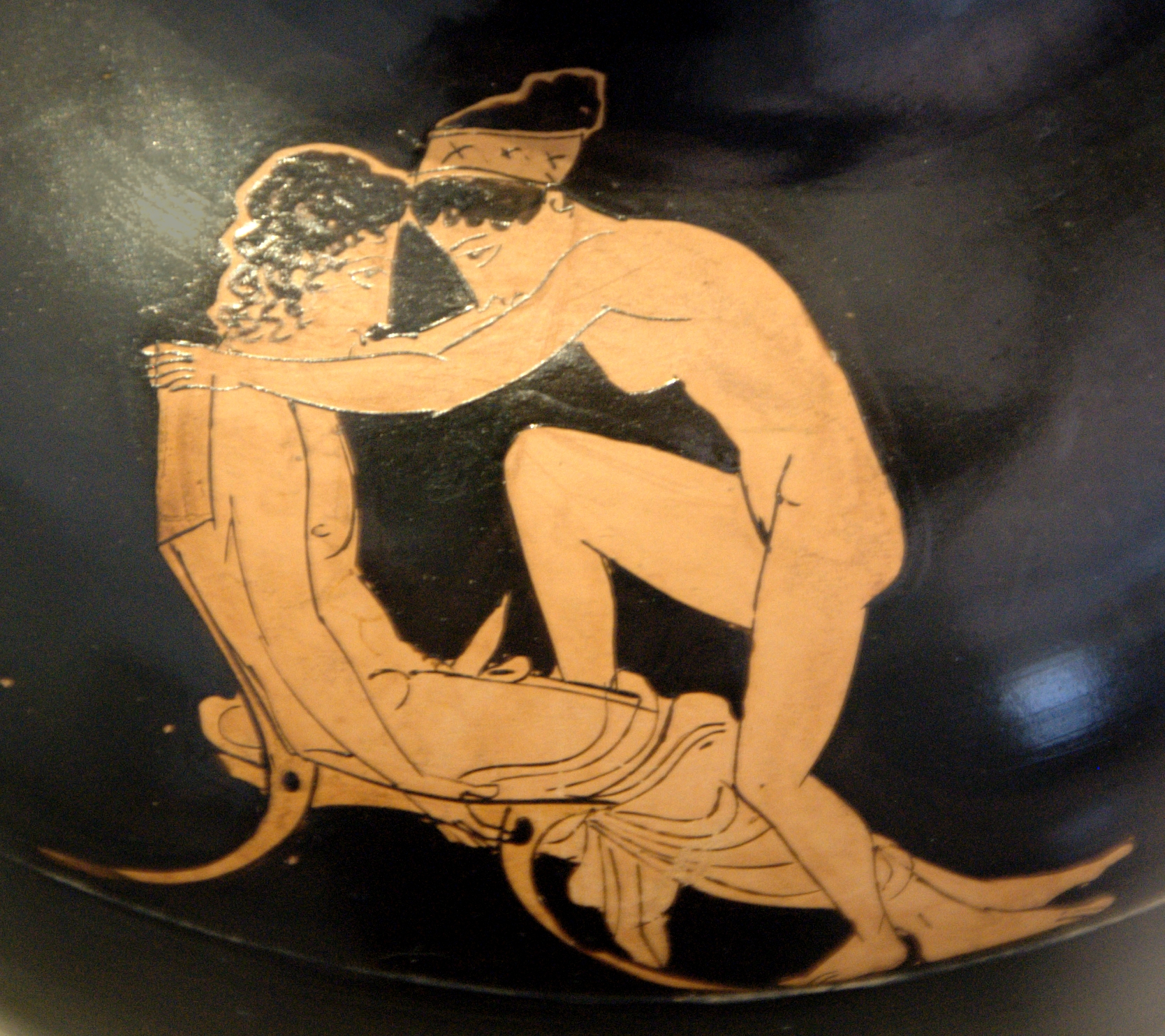
Гетера с клиентом на ойнохойе, найденной в окрестностях Локри, Италия, 430 год н. э.
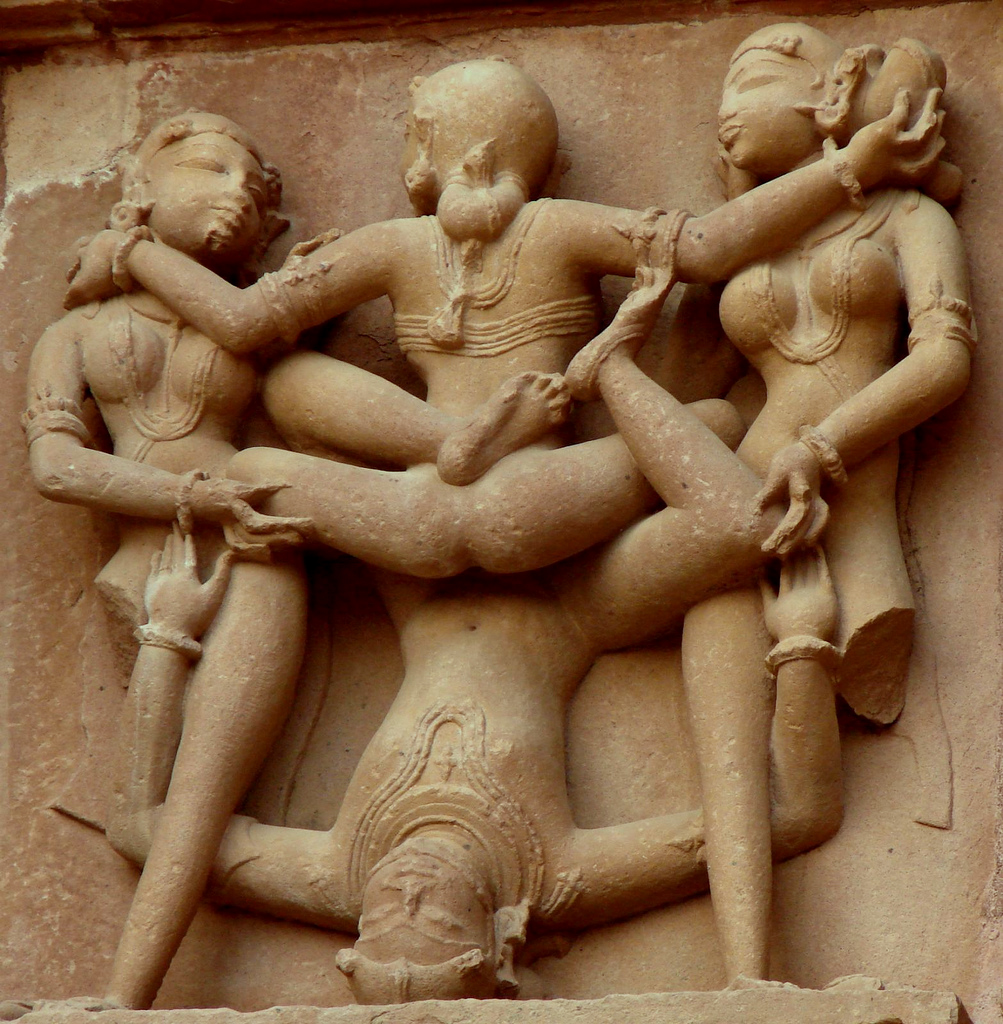
Скульптурная композиция в Кхаджурахо со сценой из камасутры, между 954 и 1050 гг.
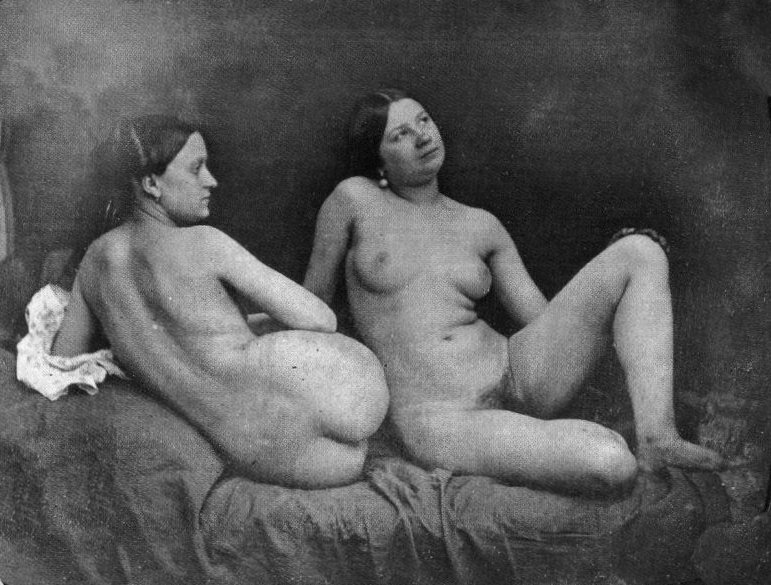
Дагеротип Феликса Мулина (англ.), Ню, Франция, 1850 год
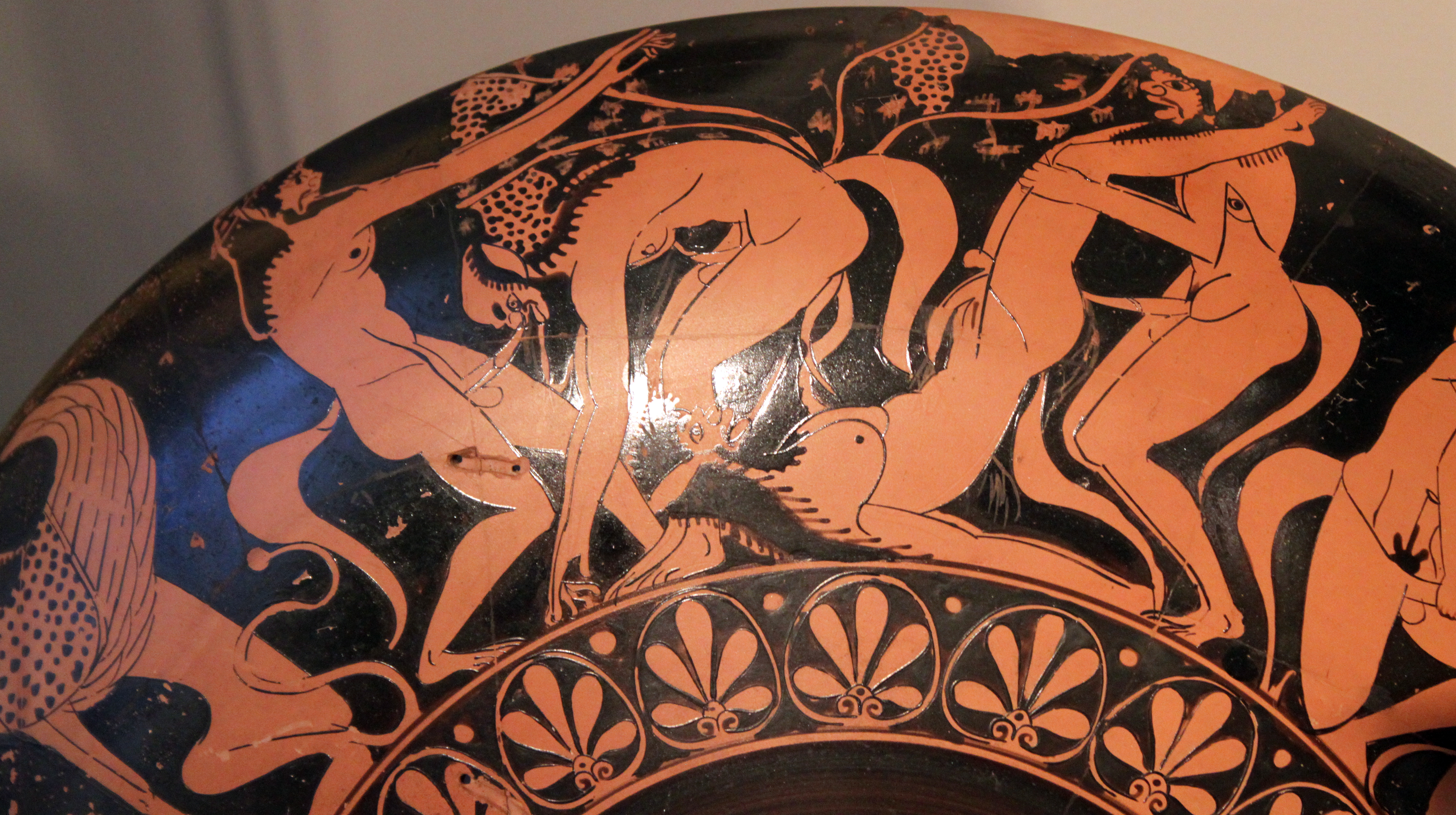
Изображение гомосексуальной оргии на античной вазе

## XX век

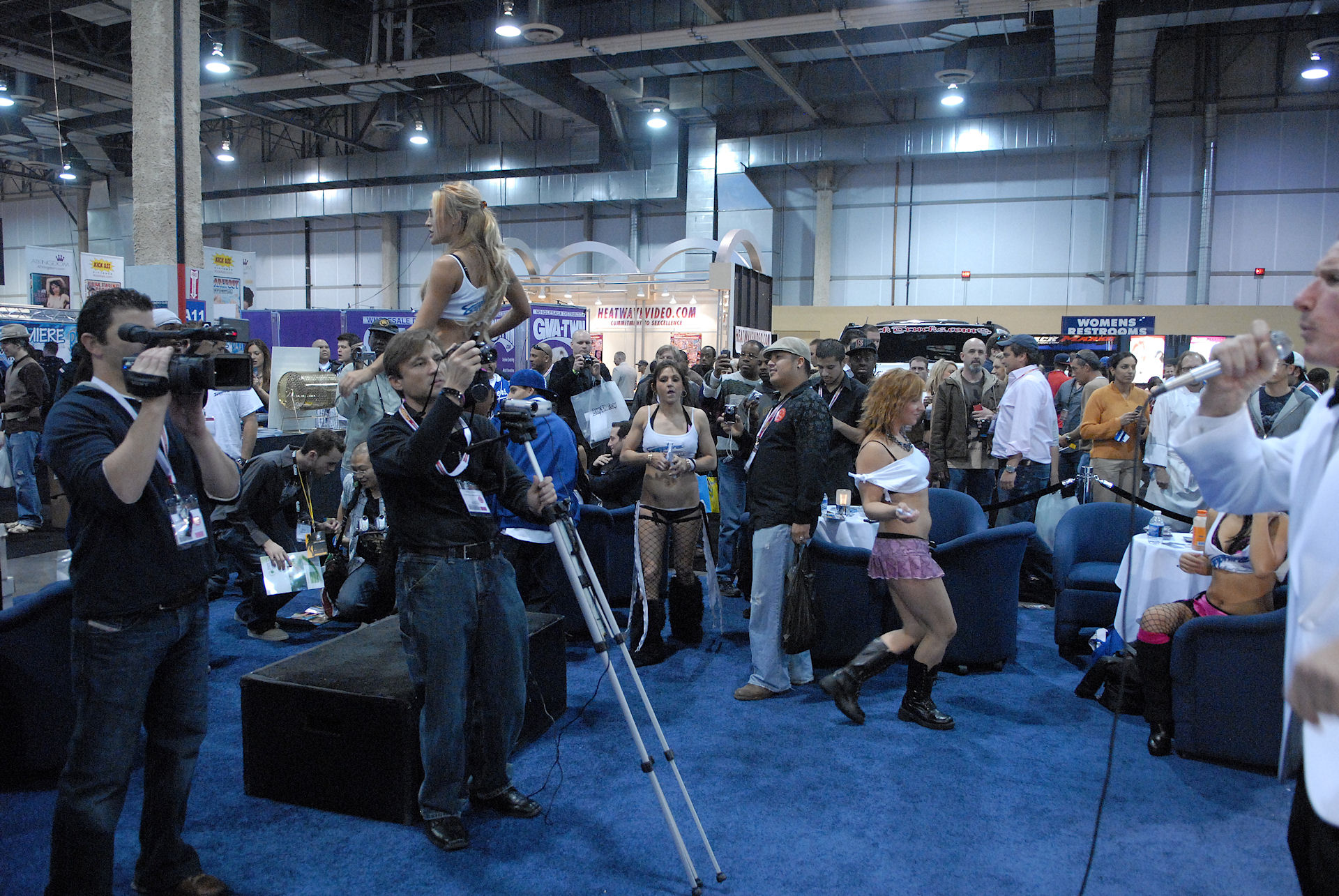
Выставки индустрии развлечений для взрослых вызывают ажиотаж среди журналистов и пользуются неизменным успехом у посетителей (на фото AVN Adult Entertainment Expo)

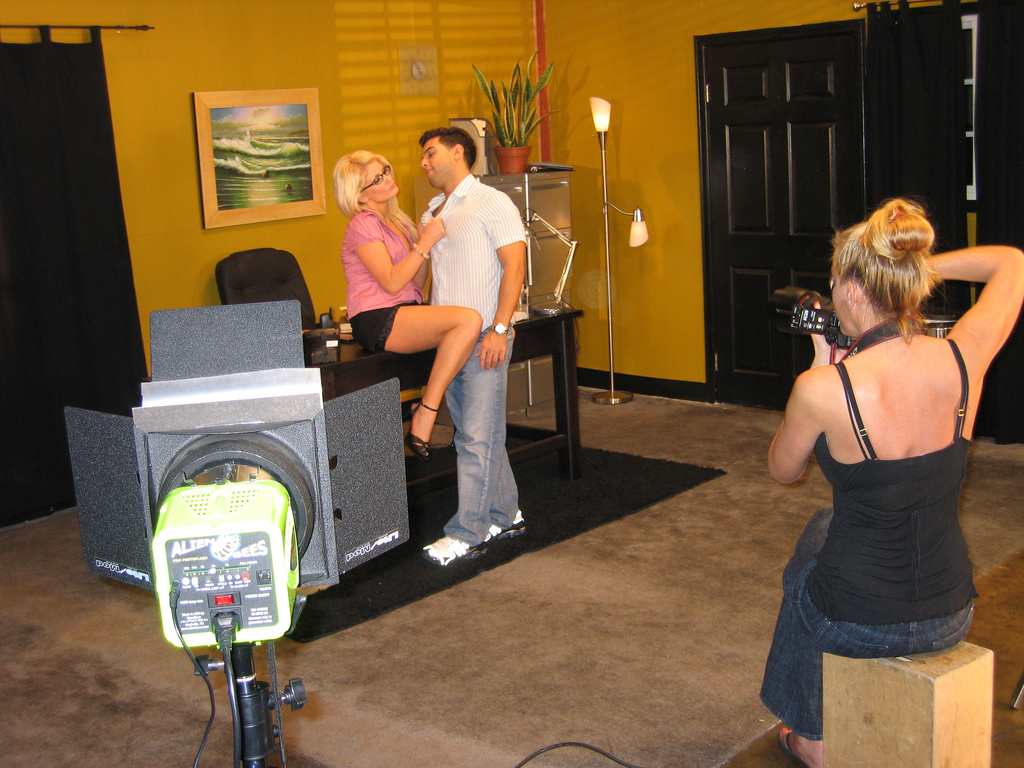
Творческий процесс

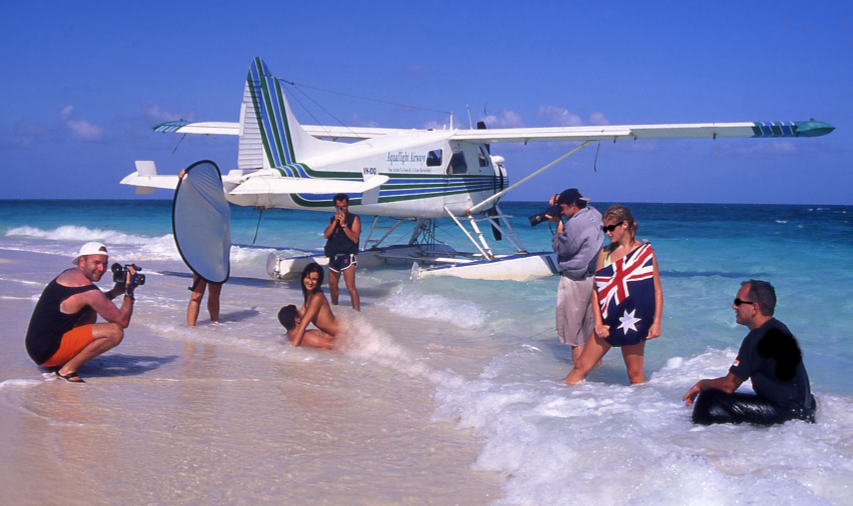
Режиссёр Пьер Вудман, съёмки на пляжах Австралии

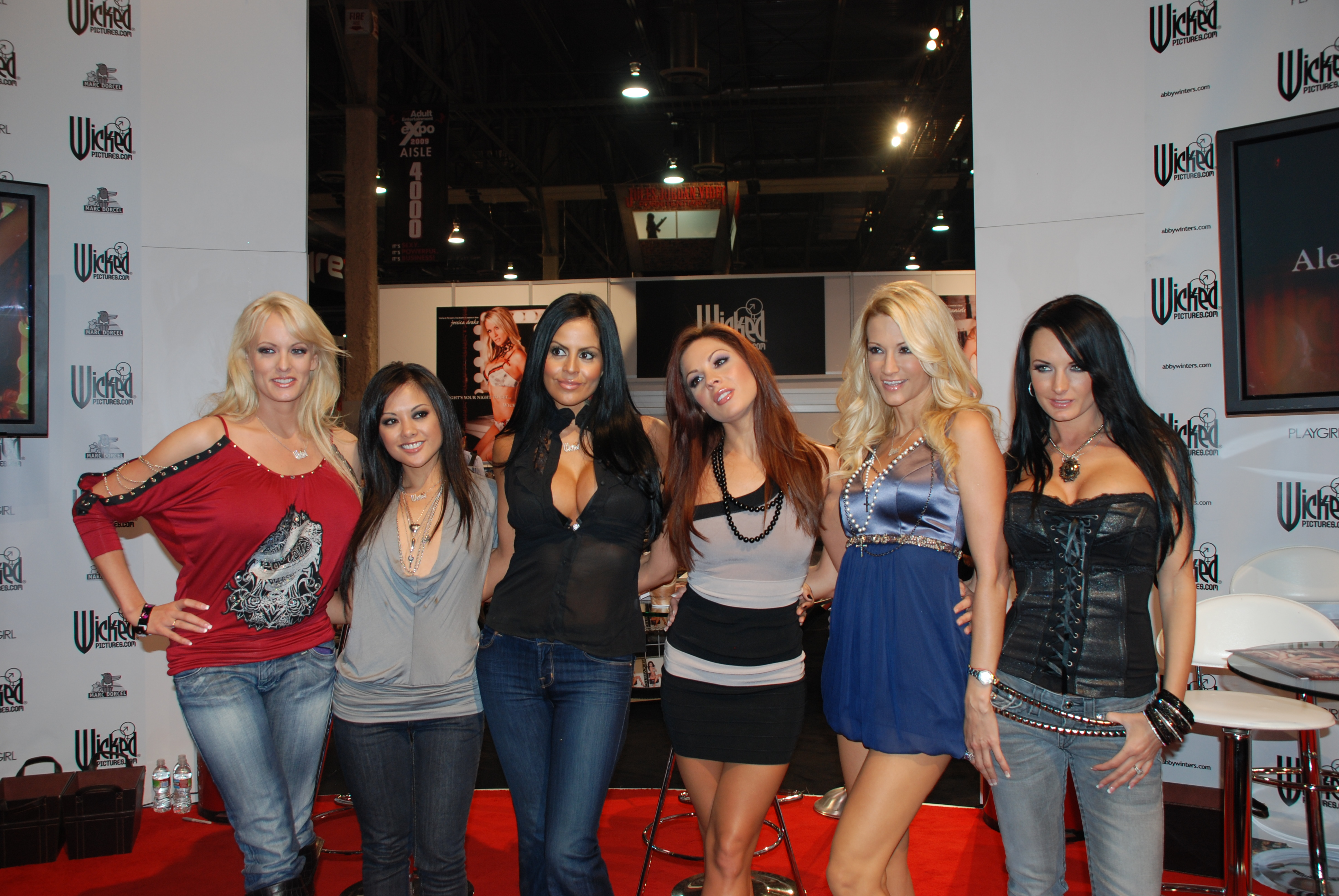
Актрисы ХХХ-жанра. Главный объект внимания на любом порнофестивале. На фото (слева направо): Сторми Дэниэлс, Кейлени Леи, Микайла Мендес, Кирстен Прайс, Джессика Дрейк, Алектра Блу

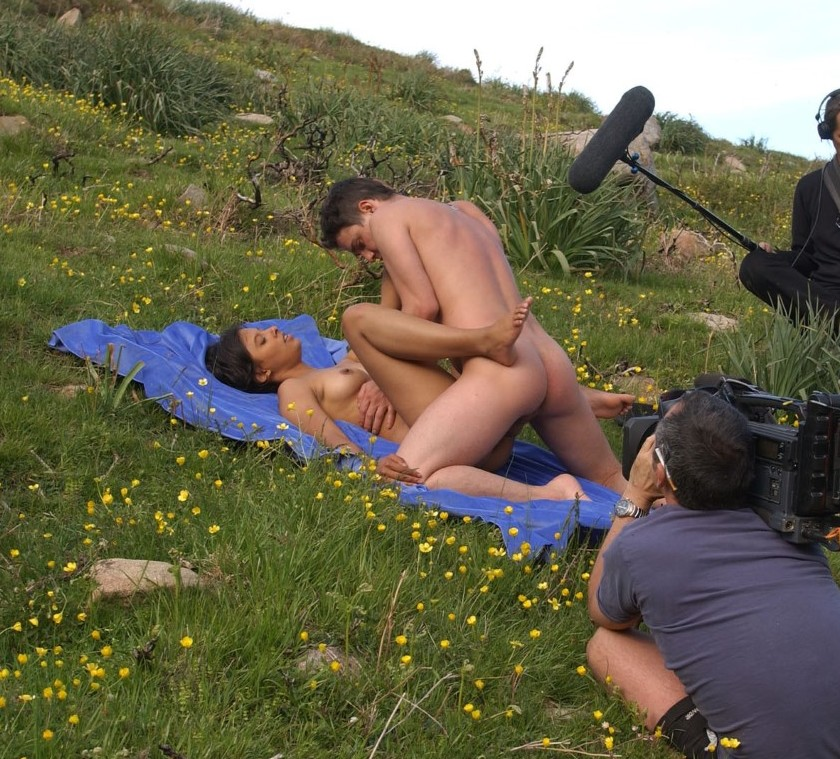
Обнаженная пара занимается сексом перед камерой

Само понятие порнографии как индустрии, как некоего, пусть специфического, но производства, начало формироваться в конце 70-х годов XX столетия. Можно было констатировать — в дело создания товаров порнографического содержания вовлечены тысячи людей, правда, с сомнительным юридическим статусом их деятельности, постоянно балансирующей на грани закона.
Таким образом, стало невозможным отрицать то, что создание порнолент даёт работу: осветителям, операторам, сценаристам, звукорежиссёрам, актёрам. Что тиражирование тех же порножурналов, буклетов, брошюр напрямую и косвенно обеспечивает заказами ещё большее количество населения, от лесозаготовителей до печатников.
Изготовление и продажа порнографии вот уже несколько десятилетий является такой же составной частью экономики, как и любая другая сфера товаропроизводства. На сегодняшний день в этом смысле показателен пример штата Калифорния, где, согласно журналу Forbes, «… фильмы для взрослых — существенный источник налоговых поступлений…», а также на порностудиях заняты «тысячи людей, прямо или косвенно работающих на порноиндустрию…».
Теперь, на переломе 50-х — 60-х годов прошлого века, немалое количество стран, исходя хотя бы из очевидного экономического интереса, было не намерено идти по пути полного запрета.
Одними из первых полностью легализовавших изготовление и распространение порнографии на собственной территории оказались скандинавские страны. Так, Дания сняла запрет на демонстрацию порнофильмов в 1969 году, а Швеция — в 1971.. Да и в целом, Европа почти не противилась делу признания порноиндустрии явлением законным не только де-факто, но и де-юре. Процесс здесь шёл даже с меньшими препятствиями, чем в сохраняющей остатки пуританства Америке.
Любопытный казус с созданием и прокатом формально не порнографического, а документального кинофильма всё-таки случился в США в 1970 году. Режиссёры Алекс де Ренци и M.C. van Hellen поехали в Данию и сняли фильм о тамошней сексуальной революции под названием «Сексуальная свобода в Дании», смонтировав в нём массу сцен порнографического характера из новых, действительно порнографических лент, снятых в скандинавской стране, с околонаучными закадровыми комментариями. Псевдодокументальный фильм имел большой прокатный успех.
Сексуальная революция 60-х кардинально смягчила западные нравы, общество стало более толерантным по отношению к порноактёрам. Это звучало примерно так: «каждый зарабатывает на жизнь как умеет, главное — не нарушать закон и платить налоги».
Поворотным в рождении порноиндустрии стало появление фильма «Глубокая глотка» и изобретение и массовый выпуск видеомагнитофонов. Также подготовили почву для легализации порноиндустрии начавшие издаваться с 50-х годов в США эротические журналы «Playboy», «Hustler» и другие.
Социологи считают, что толчком к развитию порнопромышленности стали также глобальные социальные метаморфозы, произошедшие и продолжающиеся с западным и мировым обществом после окончания Второй мировой войны. После войны увеличился разрыв возраста физиологической способности юношей к репродуктивной деятельности по отношению к возрасту социальной зрелости. Проще говоря, несовпадение статуса «годности к браку» объекта, запрашиваемого и навязываемого обществом (когда молодой человек готов к браку в первую очередь материально: дом, автомобиль, стабильный источник финансового благосостояния, страховка, перспективы и т. д. и т. п.) по отношению к статусу мужской фертильности, которой мужчины достигают в подростковом возрасте. Разрыв этот за последний век ощутимо вырос.
Ещё в начале XX века молодые люди реализовывали либидо в повсеместно узаконенных публичных домах и ранних браках (около двадцати лет). В настоящий момент среднестатистический мужчина женится в более позднем возрасте.

## Порноиндустрия в настоящее время
Персоналии порнопроизводства становятся всё более приемлемыми в широком обществе. За несколько десятилетий порноиндустрия уверенно вышла из подполья. Звёзд жанра XXX уже не считают зазорным приглашать, пусть и на роли второго плана, но в большое мейнстримное голливудское и европейское кино. Некоторым доверяют даже главные роли в художественных фильмах (см. Саша Грей, Кекилли Сибель, Дани Вериссимо, Бриджит Ляэ, Трейси Лордз, Рокко Сиффреди и т. д.). Представить такое ещё несколько десятилетий назад было невозможно. Раскрученных порнодив и актёров порно охотно приглашают участвовать в разнообразных ток-шоу. Звёзд снимают в рекламе вещей и услуг, никак не связанных с порножанром.
С порно или эротики начинали некоторые актрисы и актёры Голливуда. К примеру, Сильвестр Сталлоне снимался в порнофильме «Вечеринка у Китти и Стада». Картина затем была перемонтирована и выпущена под названием «Итальянский жеребец». И наоборот, многие знаменитости Голливуда (и не только) (Пэрис Хилтон, Памела Андерсон, Danielle Staub, Кендра Уилкинсон, Келли Маккарти, Джессика Сьерра, Эми Фишер, Кили Хейзелл, Северина Вучкович, Тила Текила и др.) снимают домашнее порно, которое в конце концов умышленно или случайно попадает в Интернет или даже выпускается в продажу на DVD/BR.
С 1984 года лучшим режиссёрам, актёрам, операторам и продюсерам за особые достижения в развитии американской порноиндустрии вручается так называемый «порно-Оскар», ежегодная премия AVN Awards. C 1985 вручается XRCO Award. C 2003 вручается XBIZ Award. C 2006 вручается Fans of Adult Media and Entertainment Award.

## Порноиндустрия и «войны форматов»
В войне форматов середины 1980-х порнобизнес поддержал формат VHS в борьбе с Betamax'ом. По мнению участников, именно выбор создателей фильмов для взрослых и определил победителя в этой схватке.
В противостоянии Blu-ray и HD-DVD форматов мнение производителей порно оказалось также довольно весомым.

## Доходы. Перспективы
Новая эра электронных коммуникаций изменила соотношение выпуска традиционных видов продукции — порножурналов, порнофильмов на VHS и DVD, разнообразных изделий для секс-шопов — в пользу порно-контента, распространяемого через Интернет. По иронии судьбы, сейчас именно порносайты убивают классические эротические издания, переключив на себя внимание целевой аудитории. Например, в 2006 году в США продажи дисков принесли 3,62 млрд долл, интернет — 2,84 млрд долл, а журналы — всего 0,95 млрд долл.. Сейчас, надо полагать, эти пропорции изменились ещё более радикальным образом.
Более того, ролики, выложенные в бесплатном доступе, лишают компаний и студий, которые их создали, законной прибыли. К примеру, один из подобных ресурсов PornoTube (англ.) подвергается судебным преследованиям со стороны компании Vivid Entertainment.
Прибыль мировой порнопромышленности исчисляется миллиардами долларов. Так, в США суммарные доходы порноиндустрии за 2006 год оценивалась в 13,3 млрд долларов. В Венгрии, негласной столице европейского порнопроизводства, в 2007 году порно дало 0,5 % национального ВВП — 636 млн €. Общемировая прибыль достигла в 2006 году 97,6 млрд $!. Однако 2008 год показал, что 2005—2007 годы оказались пиком более чем 30-летнего роста отрасли и подобные прибыли в ближайшее время вряд ли будут достигнуты.

### Кризиси порнобизнес
В настоящее время, начиная примерно с середины 2008 года, порноиндустрия вслед за мировой экономикой испытывает спад. К примеру, доходы порносайтов, доселе показывавшие только рост, снизились в 2009 году в среднем на треть. Согласно новым экспертным оценкам, прибыль порнобизнеса к середине 2010 года оказалась гораздо более скромной, чем раньше, и находится в пределах от 13 до 24 млрд $.
Акции нескольких крупнейших порностудий вот уже более десятилетия обращаются на крупнейших мировых биржах и участвуют в котировках «NASDAQ». Первой компанией, чьи акции попали в престижный индекс, стала «Private Media Group» в 1999 году. Однако кризис не обошёл стороной и эту студию.

Рыночная стоимость Private Media Group, «иконы» мировой индустрии порно, крупного производителя и продавца «взрослого» видео, акции которого котируются на бирже Nasdaq, упала за последние годы почти в шесть раз (индекс Nasdaq за это время сначала снизился вдвое, но сейчас почти восстановился). Трудности возникли не только у этой отдельно взятой компании, весь порнобизнес переживает масштабный кризис — впервые в своей истории. По данным крупнейших профессиональных интернет-порталов «взрослой» индустрии, Adult Video News и Xbiz, со второй половины 2008 года доходы компаний в отрасли падают в среднем на 30-40 % в год.— Forbes июнь 2010

## Интересные факты
- Каждую секунду в мире на порно тратится 3075,64 $.
- В 2012 году порноактеры Лос-Анджелеса получали по 10-15 тысяч долларов за фильм, ежемесячно актёры проверялись на венерические заболевания[18].
- Каждую секунду 28 258 интернет-пользователей просматривают порноконтент.
- Каждую секунду 372 интернет-пользователя набирают в своих поисковиках запросы, относящиеся к порносайтам.
- Каждые 39 минут в Соединённых Штатах выпускается новый порнографический фильм.

(Примерные данные за 2006 год)

### Секс-шопы в разных городах мира

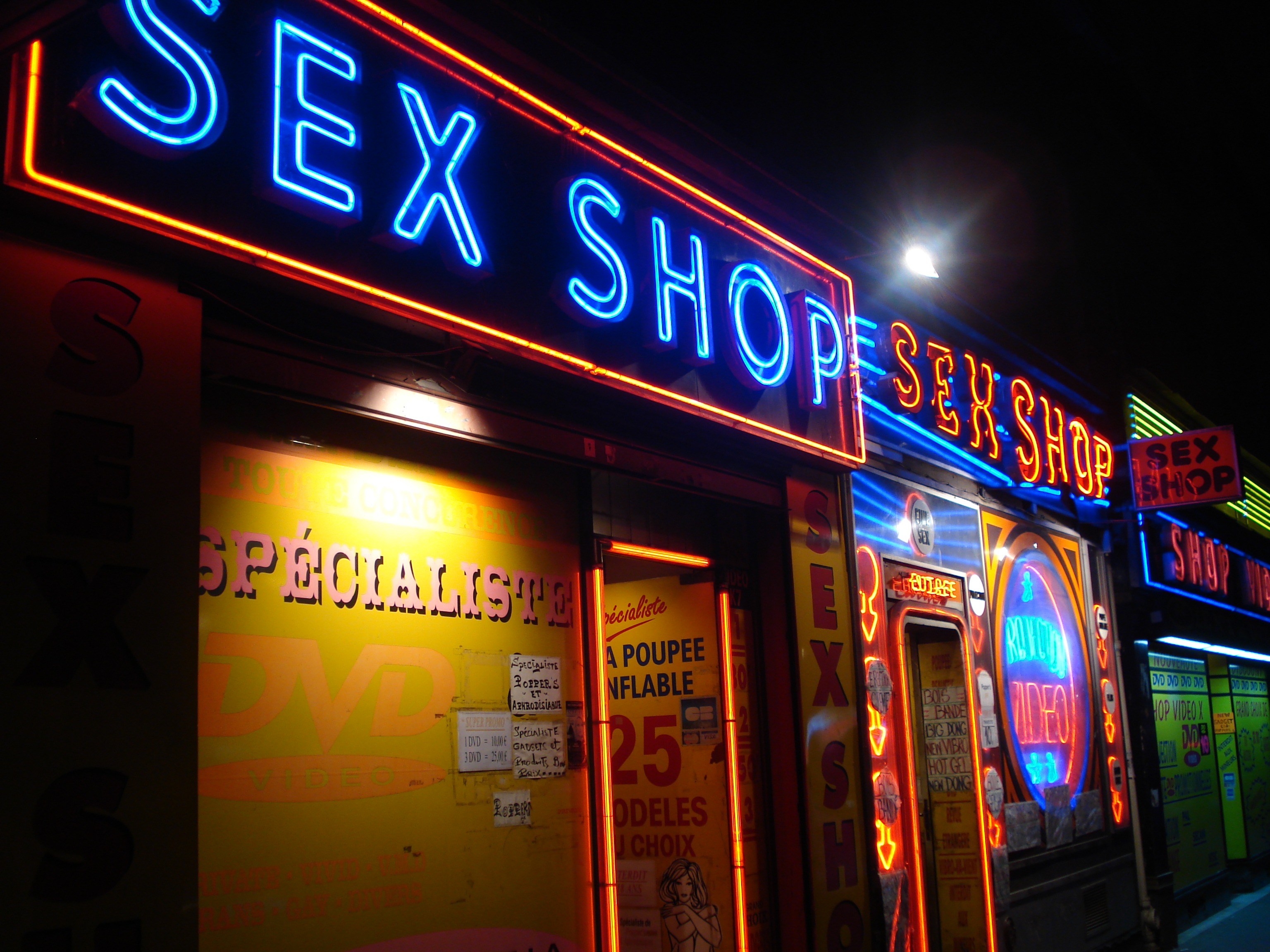
Пляс Пигаль, Париж
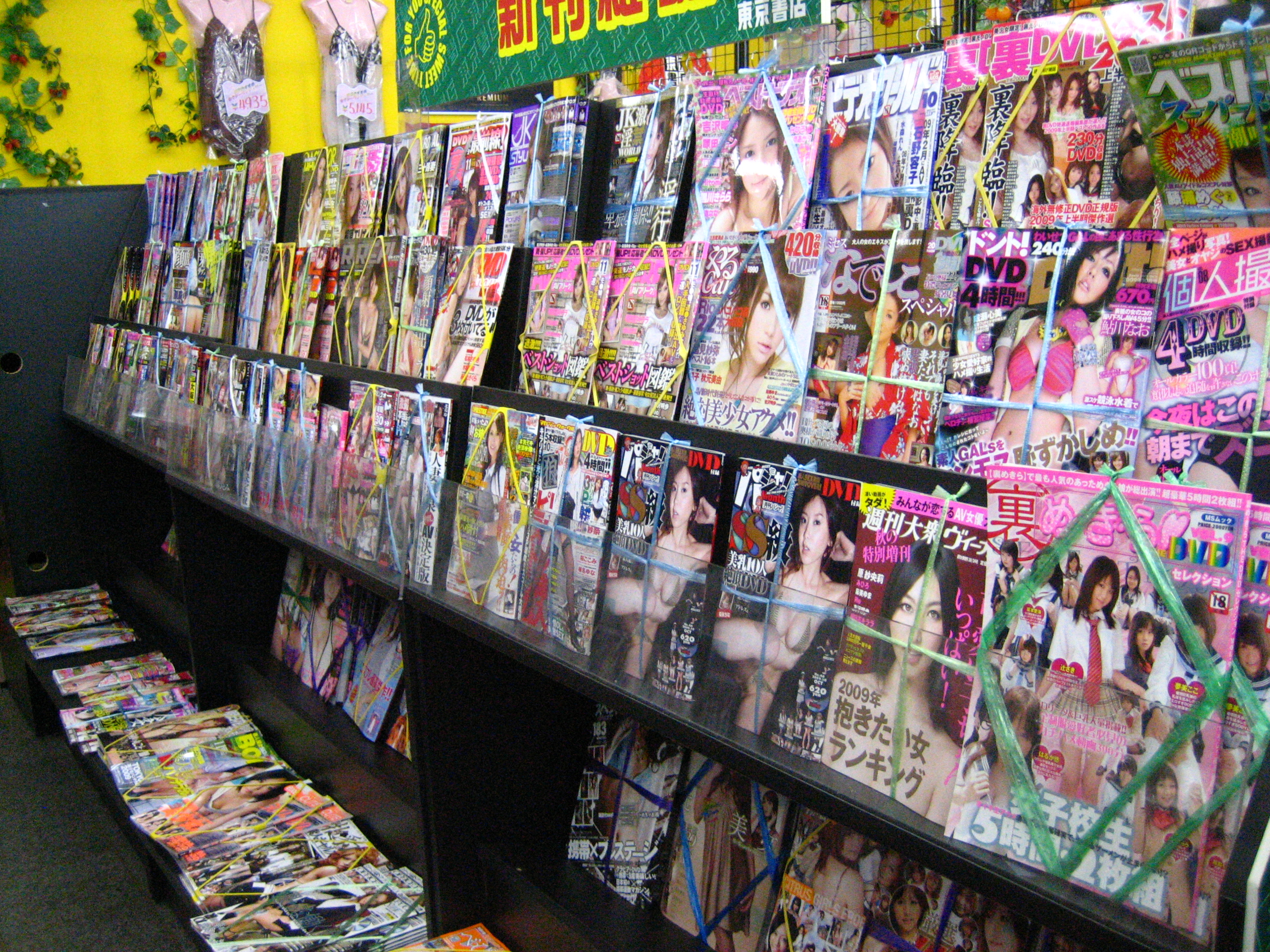
Токио
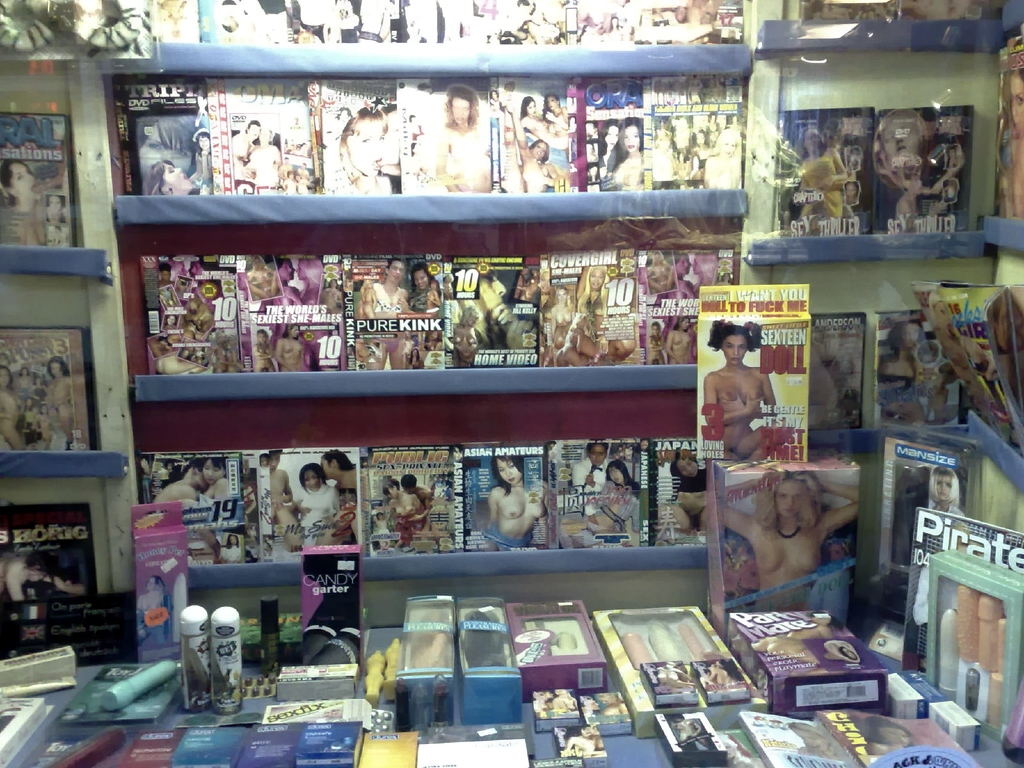
Амстердам
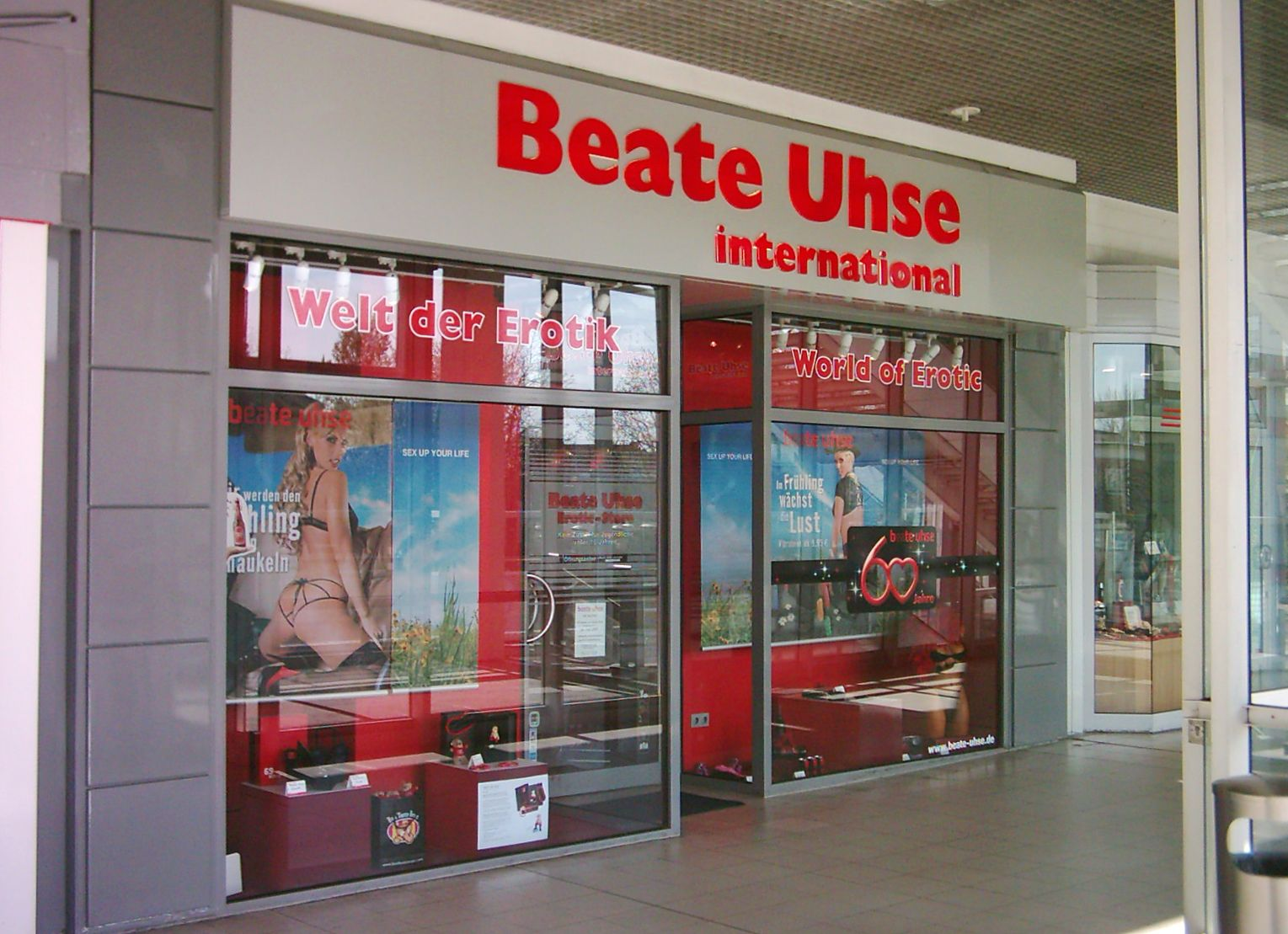
Гамбург

## Медиафайлы
- Медиафайлы по теме Порноактрисы на Викискладе
- Медиафайлы по теме Порноактёры на Викискладе
- Медиафайлы по теме Торговая выставка "AVN Adult Entertainment Expo" на Викискладе